# Kazimierz Działocha
Kazimierz Jan Działocha (ur. 29 stycznia 1932 w Wysocku Wielkim, zm. 3 września 2024) – polski prawnik, nauczyciel akademicki, profesor nauk prawnych, specjalista w zakresie prawa konstytucyjnego, w latach 1985–1993 sędzia Trybunału Konstytucyjnego, senator III kadencji, poseł na Sejm III kadencji.

## Życiorys
Absolwent I Liceum Ogólnokształcącego w Ostrowie Wielkopolskim. W 1955 ukończył studia na Wydziale Prawa i Administracji Uniwersytetu Wrocławskiego. Kształcił się u profesorów Andrzeja Mycielskiego, Wincentego Stysia i Jana Gwiazdomorskiego. Pracę doktorską pt. Dekret z mocą ustawy na tle burżuazyjnego prawa państwowego (analiza krytyczna), napisaną pod kierunkiem Andrzeja Mycielskiego, obronił w 1962; habilitację uzyskał w 1968. W 1977 został profesorem nadzwyczajnym, siedem lat później otrzymał nominację na profesora zwyczajnego. W latach 1978–1981 pełnił funkcję prodziekana Wydziału Prawa i Administracji UWr, od 1996 do 2002 był kierownikiem Katedry Prawa Konstytucyjnego na tej uczelni. Związany również z Wyższą Szkołą Ekonomii, Prawa i Nauk Medycznych im. prof. Edwarda Lipińskiego w Kielcach. Jako wykładowca na Uniwersytecie Wrocławskim sprawował opiekę nad Studenckim Naukowym Kołem Prawa Parlamentarnego. Zajmował stanowisko zastępcy redaktora naczelnego miesięcznika „Państwo i Prawo”.
W latach 1985–1993 zasiadał w Trybunale Konstytucyjnym. Był wśród założycieli Polskiego Towarzystwa Prawa Konstytucyjnego, pełnił funkcję prezesa tej organizacji, w 2002 został prezesem honorowym. Zasiadał w Komitecie Wykonawczym Międzynarodowego Towarzystwa Prawa Konstytucyjnego. Dwukrotnie był członkiem Rady Legislacyjnej działającej przy prezesie Rady Ministrów, dwukrotnie też członkiem w Komitecie Nauk Prawnych PAN. Do 2006 wchodził w skład Rady Służby Cywilnej.
W październiku 1995 w wyborach uzupełniających przeprowadzonych po śmierci Henryka Rota został wybrany senatorem III kadencji z ramienia Sojuszu Lewicy Demokratycznej w województwie wrocławskim (uzyskując 26% głosów). Zasiadał w Komisji Konstytucyjnej Zgromadzenia Narodowego najpierw jako ekspert (przewodniczył Zespołowi Ekspertów Komisji Konstytucyjnej Zgromadzenia Narodowego), następnie jej członek (jako senator). W latach 1997–2001 sprawował mandat posła III kadencji Sejmu, przewodniczył Komisji Etyki Poselskiej. W 2001 nie ubiegał się o reelekcję.
Opublikował około 200 prac naukowych, był współautorem pięciotomowego komentarza do Konstytucji pod redakcją Lecha Garlickiego. Redaktor dwóch serii publikacji poświęconych prawu konstytucyjnemu: Podstawowe dylematy teoretyczne nowej konstytucji RP (1997) oraz Podstawowe problemy stosowania konstytucji Rzeczypospolitej Polskiej (2005–2006). 
Należał do współzałożycieli Fundacji Międzynarodowego Festiwalu Chopinowskiego w Dusznikach-Zdroju, w 1989 został przewodniczącym rady tej fundacji. Do 2006 był prezesem Fundacji Współpracy Polsko-Niemieckiej. 
Uhonorowano go publikacją pt. Prawo w służbie państwu i społeczeństwu. Prace dedykowane Profesorowi Kazimierzowi Działosze z okazji osiemdziesiątych urodzin (2012). W 2003 otrzymał Krzyż Komandorski Orderu Odrodzenia Polski.